# Ryan Cayubit
Boots Ryan Cayubit, né le 7 juin 1991 à Manille, est un coureur cycliste philippin, membre de l'équipe Go for Gold.

## Biographie
En 2016, Ryan Cayubit entame des études à l'Établissement d'enseignement supérieur à Caloocan, en administration des entreprises. Sélectionné pour les championnats du monde universitaire, il remporte l'or sur l'épreuve disputée en critérium.

## Palmarès
- 2016
  -  Médaillé d'or du critérium aux championnats du monde universitaire

## Classements mondiaux
| Année         | 2015 |
| ------------- | ---- |
| UCI Asia Tour | 239e |